# Marciano Pereira Ribeiro
Marciano José Pereira Ribeiro (Minas Gerais, ? - São Gabriel, 4 de marzo de 1840) fue un médico y político brasileño. Fue diputado provincial elegido a la primera legislatura de la Asamblea Provincial de Río Grande del Sur y asumió como presidente interino el gobierno de la provincia en dos oportunidades al inicio de la Guerra de los Farrapos. 
Fue apresado en 1835 y enviado a Río de Janeiro de donde huyó en 1840 para regresar a Río Grande del Sur a través de São Gabriel sin embargo, con la salud resquebrajada, falleció al poco tiempo. 